# Parafia Najświętszego Serca Pana Jezusa w Rzeszowie
Parafia Najświętszego Serca Pana Jezusa w Rzeszowie – parafia katedralna znajdująca się w diecezji rzeszowskiej w dekanacie Rzeszów Katedra. Erygowana w 1975 roku. Mieści się przy Alei Sikorskiego.

## Historia
Drabinianka była wzmiankowana już w 1423 roku w składzie dóbr tyczyńskich. W 1902 roku część wsi włączono w granice miasta Rzeszowa, a w 1951 roku włączono pozostałą część Drabinianki. 
W sierpniu 1972 roku utworzono samodzielny wikariat przy parafii Słocina. 17 kwietnia 1973 roku utworzono ośrodek duszpasterski przy tymczasowej kaplicy, przy ul. Koło. W 1975 roku otrzymano pozwolenie na budowę kościoła. 11 października dekretem bpa Ignacego Tokarczuka została erygowana parafia, której pierwszym proboszczem został ks. Stanisław Mac. W 1976 roku rozpoczęto budowę nowego kościoła wraz z plebanią i domem katechetycznym, według projektu zespołu inżynierskiego z Politechniki Krakowskiej pod kierownictwem prof. Witolda Cęckiewicza. W 1980 roku poświęcono kamień węgielny i oddano do użytku dolny kościół. W listopadzie 1982 roku oddano do użytku górny kościół. 
2 czerwca 1991 r. podczas IV pielgrzymki do Polski papież Jan Paweł II dokonał konsekracji kościoła. 25 marca 1992 roku na mocy bulli Totus Tuus Poloniae Populus została erygowana diecezja rzeszowska, a kościół pw. Najświętszego Serca Pana Jezusa, został podniesiony do godności kościoła katedralnego.
W 1993 roku odbyła się koronacja figury Matki Bożej Fatimskiej nadając świątyni katedralnej przywilej sanktuarium z cotygodniową nowenną i uroczystymi nabożeństwami.
W 1980 roku utworzono Dom Zakonny sióstr Felicjanek. Na terenie parafii jest 12 885 wiernych.
Proboszczowie parafii:
1975–2011. ks. inf. Stanisław Mac.
2011–2017. ks. prał. Jan Delekta.
2017– nadal ks. Krzysztof Gołąbek.
Znani wikariusze:
1981–1985. ks. Jan Ozga (od 1997 roku biskup w Doumé-Abong’ Mbang w Kamerunie).
1998–2000. ks. Krzysztof Kudławiec (od 2022 roku biskup w Daule w Ekwadorze).

## Terytorium parafii
Teren parafii obejmuje ulice:

- Armii Krajowej
- Bławatkowa
- Bpa Pelczara (numery l, 2, 5, 7)
- Cicha
- Delikatna
- Fabryczna
- Grabskiego
- Graniczna
- Gumińskich
- Jaśminowa
- Jazowa
- Kaktusowa
- Kępa
- Krokusowa (część)
- Ks. J. Popiełuszki (numery 6, 8)
- Kwiatkowskiego (część)
- Lawendowa
- Ładna
- Łagodna
- Łukasiewicza
- Magnolii
- Malwowa
- Miła (4 numery)
- Nagietkowa
- Nowowiejska
- Piwonii
- Podwisłocze (numery 2, 4, 8, 8a, 12)
- Powstańców Warszawy
- Przyjazna
- Radosna
- Rumiankowa
- Sasanki,
- Sienna
- Sikorskiego (numery 45a, 45b, 45c, 47 b )
- Sikorskiego
- Skromna
- Solidarna
- Tęczowa
- Tulipanowa
- Urocza
- Zaciszna
- Zakładowa
- Zawilcowa
- Zielna
- Zielona
- Zimowit